# Imperial stout

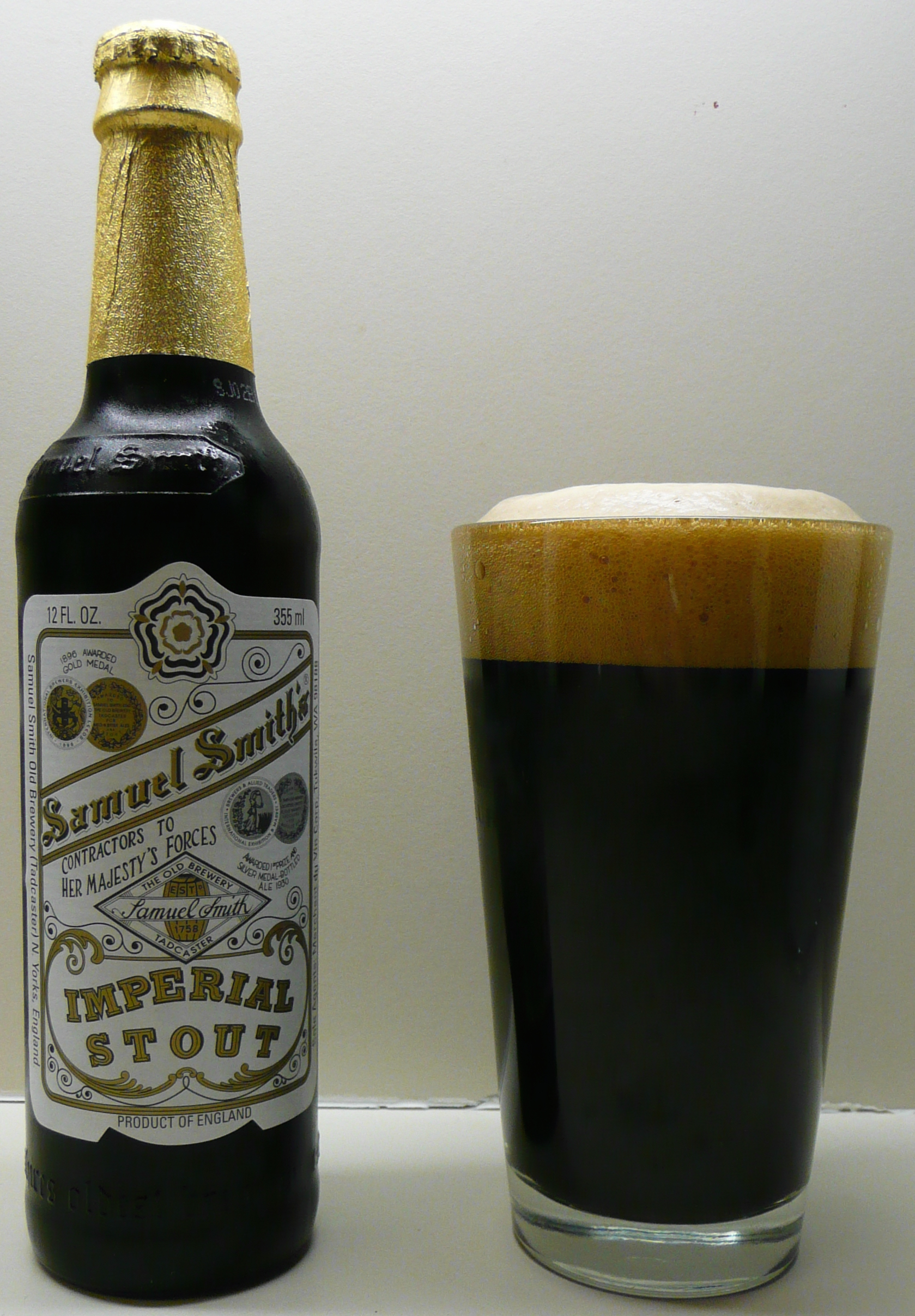
Een Imperial stout

Imperial stout, ook bekend als Russian Imperial Stout (RIS), is een zeer zwaar type bier en kenmerkt zich met een zeer donkere kleur. Zo is een typische Imperial Russian Stout al minimaal 80 EBC en bevat het minimaal 7-8% alcohol, maar 12% tot 14% is niet ongewoon.
Ook is het bier vrij bitter met een bitterheidsfactor van ongeveer 50 tot 90 IBU (International Bitterness Unit).

## Legende en geschiedenis
Over deze karakteristiek sterke en zware bierstijl wordt vaak gezegd dat hij gebrouwen zou zijn met veel alcohol, mout en hop om de lange zeereis naar Rusland vanuit het Verenigd Koninkrijk te overleven. Sommigen beweren zelfs dat de bieren zo veel alcohol zouden bevatten omdat ze anders op de barre wateren van de Oostzee zouden bevriezen. Bierschrijver Martyn Cornell haalt evenwel aan dat dit niet mogelijk is, omdat de zee waarop de schepen voeren bij de temperaturen die nodig zijn om een bier te laten bevriezen, zelf ook zou bevriezen en dus niet bevaarbaar zou zijn.
Cornell toont ook aan dat er voorlopig geen tastbaar bewijs bestaat dat de term 'imperial' in dit geval zou slaan op het Russisch keizerlijk hof, hoewel hij dit zelf ook wel aanneemt. Keizer Peter I van Rusland zou in 1698 Londen hebben bezocht en er zodanig hebben genoten van de porters (of stouts, die volgens Cornell heden ten dage inwisselbare begrippen zijn) dat hij de export ervan naar zijn land zou hebben bevolen. Daar werd de stijl ook populair, maar de hoge alcoholtolerantie van de Russen zorgde ervoor dat ze gedurende de 18de eeuw hun eigen versies ervan brouwden. Die onderneming bleek echter geen groot succes: de bieren die op Russische bodem werden geproduceerd waren van dusdanig zwakke kwaliteit dat de porters die uit Engeland werden geïmporteerd erg populair bleven.
De verhalen over de hoge Russische alcoholtolerantie deden al snel de ronde in Engeland, en het is bewezen dat al sinds de 18de eeuw sterke stouts (of porters) vanuit Engeland naar Rusland werden geëxporteerd om aan hun vraag naar sterke bieren te voldoen. Daar werden ze naar verluidt gedronken als een edele drank vergelijkbaar met champagne, en niet als goedkoop bier voor de werkende klasse zoals dat in Engeland het geval was. Het Britse bier was zelfs zo geliefd dat er voor porters een exclusieve uitzondering werd gemaakt in een Russisch handelsembargo uit 1822 op West-Europese handelsgoederen.
De naam van keizerin Catharina II van Rusland is onlosmakelijk met de stijl verbonden. Van haar werd gezegd dat ze bijzonder tuk geweest zou zijn op de Britse producten en dus ook de massale import ervan zou hebben bevolen. Na haar dood zou de exporthandel naar Rusland vrijwel exclusief in handen zijn gevallen van de Belgische zakenman Albert Le Coq, die in 1808 een bierfirma oprichtte in Londen. Later zou hij zich specialiseren in de export naar Rusland en een tweede bedrijf oprichten te Tartu in het huidige Estland, dat toen nog onder het Russische keizerrijk viel.

## Evolutie
Thans wordt de imperial stout over de hele wereld geproduceerd. Vooral bij ambachtelijke brouwers is de stijl populair. In het Verenigd Koninkrijk worden enkele van de historische imperial stouts nog steeds geproduceerd, zoals Harveys Albert Le Coq Imperial Double Extra Stout, Courage Imperial Russian Stout en Samuel Smiths Imperial Stout.